# Ungarische Badmintonmeisterschaft 1971
Die Ungarische Badmintonmeisterschaft 1971 fand Mitte 1971 statt. Die Meisterschaft wurde in zwei Wettkämpfe unterteilt. An einem Wochenende wurden die beiden Einzeldisziplinen und die reinen Doppeldisziplinen ausgetragen, an einem weiteren im November die Mixedkonkurrenz.

## Die Sieger und Platzierten
| Disziplin    | Gold                           | Silber                               | Bronze                         |
| ------------ | ------------------------------ | ------------------------------------ | ------------------------------ |
| Herreneinzel | János Cserni                   | Tamás Szulyovszky                    | Ferenc Rolek                   |
| Herreneinzel | János Cserni                   | Tamás Szulyovszky                    | András Édes                    |
| Dameneinzel  | Éva Cserni                     | Gertrúd Ladányi                      | Valéria Virágos                |
| Dameneinzel  | Éva Cserni                     | Gertrúd Ladányi                      | Erzsébet Wolf                  |
| Herrendoppel | Ferenc Rolek Tamás Szulyovszky | János Cserni László Rammer           | Bela Ballmann József Szentesi  |
| Herrendoppel | Ferenc Rolek Tamás Szulyovszky | János Cserni László Rammer           | Mihalyi Papp Artur Zagonyi     |
| Damendoppel  | Gertrúd Ladányi Erzsébet Wolf  | Valéria Virágos Erzsébet Andrekovics | Éva Cserni Zsuzsa Gyulay       |
| Damendoppel  | Gertrúd Ladányi Erzsébet Wolf  | Valéria Virágos Erzsébet Andrekovics | Ildikó Szabo Eva Erdösi        |
| Mixed        | András Édes Erzsébet Wolf      | Tamás Szulyovszky Valéria Virágos    | József Papp Ildikó Szabo       |
| Mixed        | András Édes Erzsébet Wolf      | Tamás Szulyovszky Valéria Virágos    | Imre Bereknyei Gertrúd Ladányi |